# Galactia wrightii
Galactia wrightii är en ärtväxtart som beskrevs av Asa Gray. Galactia wrightii ingår i släktet Galactia och familjen ärtväxter.

## Underarter
Arten delas in i följande underarter:
- G. w. mollissima
- G. w. wrightii